# 344法案

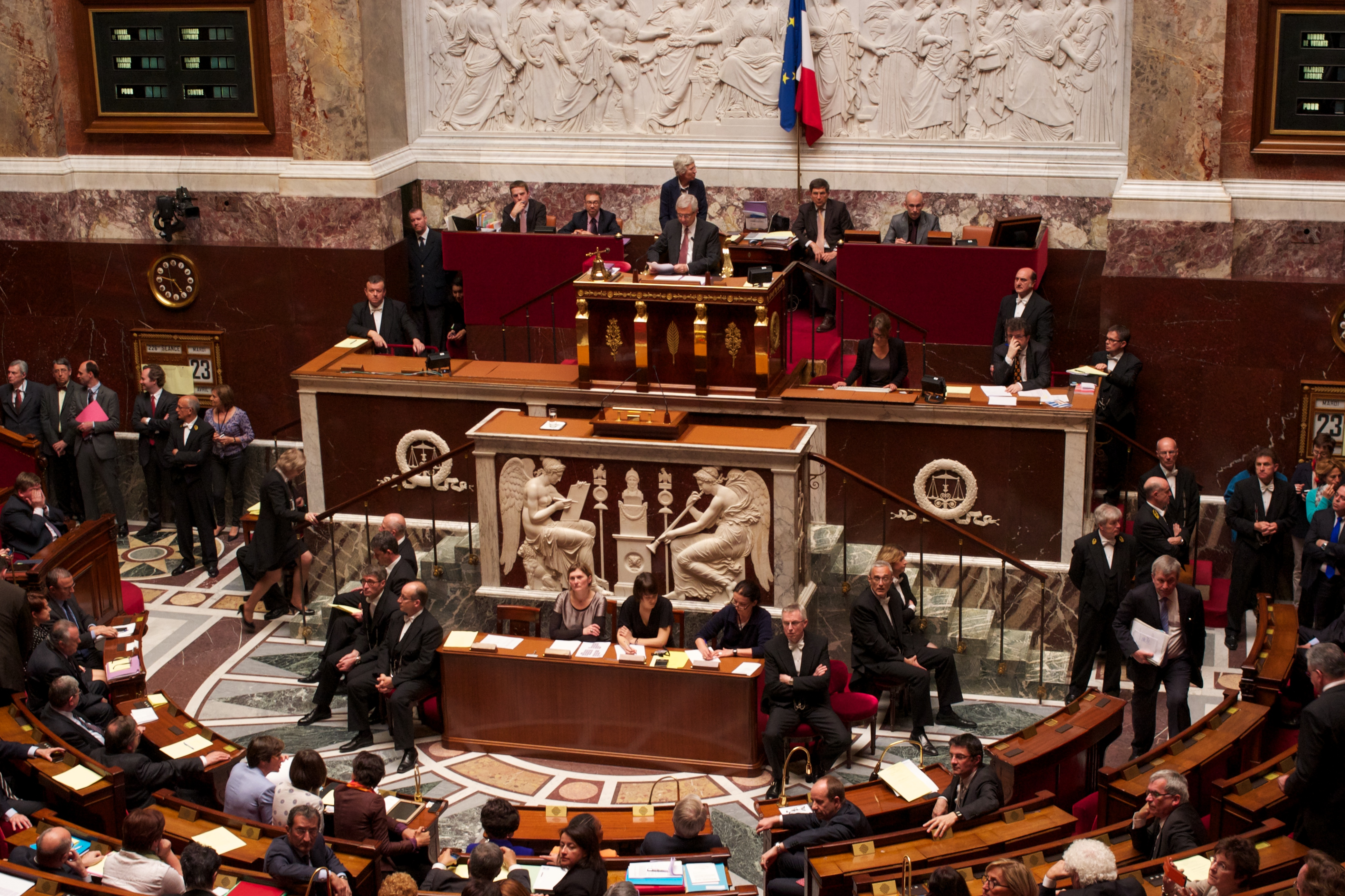
國民議會於2013年4月23日批准修訂條例草案的場景。

《2013年5月17日第2013-404号开放同性伴侣结婚之法律》（法語：Loi n° 2013-404 du 17 mai 2013 ouvrant le mariage aux couples de personnes de même sexe）是法国的一项法律，规定自2013年5月18日起允许同性伴侣结婚和共同收养孩子。该法律前身为《開放同性伴侶結婚344法案》（法語：Projet de loi ouvrant le mariage aux couples de personnes de même sexe , n° 344），於2012年11月7日首次在法國國民議會上提出。2013年2月12日，國民議會以329張支持票與229張反對票批准該法案。4月12日法國參議院以171張支持票與165張反對票批准法案並且對其進行部分修訂，最後法國國民議會以331張支持票與225張反對票表決通過婚姻法案的參議院版本。

## 背景

### 2012年以前
2007年法國總統選舉時同性婚姻的立法成了一大議題，其中保守派的人民運動聯盟反對社會黨類似的提議，不過雙方候選人都支持法國民事結合的通過。2011年年初時法國的LGBT組織公開表示認為禁止同性婚姻已經違反憲法保障之內容，並且要求法國憲法委員會審查民法典條文的內容以及同性婚姻的合法性。但是在2011年1月28日時，法國憲法委員會發表報告表示民法典的條文符合憲法的規範，同時關於同性婚姻的議題應該由法國國民議會處理。
2011年6月14日，由社會黨副黨魁帕特里克·布洛什所提出支持同性婚姻合法化的《586法案》在國民議會上以293票支持、222票反對而遭到否決。其中作為多數黨的人民運動聯盟在投票中多反對這項法案，而社會黨議員則多支持法案獲得通過。之後社會黨代表便指稱在2012年法國國會選舉獲得多數後，會將同性婚姻合法化作為優先處理的事項。

### 輪替選舉後
2012年法國總統選舉競選期間，在社會黨候選人法蘭索瓦·歐蘭德表示支持同性婚姻以及LGBT收養，並且將這兩項列入其所提出的60個當選承諾中。2012年5月6日歐蘭德在大選中獲勝並後，隨即表示將在2013年春季通過同性婚姻之法案。一個月後，法國總理讓-馬克·埃羅宣布「將很快完成關於同性伴侶的婚姻和收養等法律」。6月17日時歐蘭德所領導的社會黨在國民議會中獲得決定多數的席次，而在之前同性戀自豪日時法國政府發言人纳贾特·瓦洛-贝勒卡西姆承諾將在2013年春季時實施新訂定的婚姻平等法。7月3日時，法國總理埃羅在新組成的國民議會發表首次演講時提到將會在2013年第一季中通過與同性婚姻和相關收養規定之法案。2012年8月時，法國總理埃羅向國民議會和參議院議員宣布會在10月時提出關於同性婚姻合法化的草案。

## 立法

### 法案提出
2012年11月17日，法國司法部部長克里斯蒂亚娜·托比拉代表法國政府正式向國民議會提交法律草案。在其解釋內容的備忘錄中法國政府指出「傳統婚姻的定義是只一名男性和一名女性建立正式法律關係的行為，而依照民法規定的條件而擁有成立的影響和解散的作法」，但隨著民間組織要求與「開放同性伴侶結婚的聲音逐步上升」而政府必須「提供新的臺階」。而在同一天接受《西南報》的採訪時，托比拉表示該法案將成為「文明」的改革進程。
其中法案內容包括有：
- 不改變當前婚姻體制，但允許兩名居住在法國的同性伴侶能夠舉行結婚典禮等流程。
- 關於結婚後姓名的安排改為默認制度。
- 已婚的同性伴侶得以領養孩童，無論是以家庭名義或者是個人名義皆可。
- 承認同性伴侶於海外地區的婚姻狀態。
- 修改部分法律條文，這包括有民事法、 刑事訴訟法和運輸等12項規定以及其他4條主要法律條文（1945年未成年犯罪條例、公立醫院法、公共服務法和公有土地法）。其中主要的修訂包括有將「父親和母親」改為「雙親」、「丈夫與妻子」則改為「配偶」等字詞修訂，不過這些變化不能影響民事地位（英语：Vital record）、戶籍規定以及法律流程等。

在國民議會中由埃尔万·比内擔任法律委員會的報告員，而在2012年11月14日時則由玛丽-弗朗索瓦丝·克莱若擔任社會事務委員會的意見報告員。

### 反對意見
2012年10月26日時，前任法國總理弗朗索瓦·菲永表示如果人民運動聯盟贏得下屆選舉的話將會廢止該法案，而同樣黨籍的瓦萊麗·佩克雷斯也提出相同意見。而在2012年12月27日有關恐怖主義法律應對之討論中，人民運動聯盟副黨魁尼古拉·迪克則將同性婚姻和恐怖主義聯繫起來，稍後法國政府發言人纳贾特·瓦洛-贝勒卡西姆發表聲明以譴責這類說法。隔天人民運動聯盟議員马克·勒菲尔則就此議題上認為法國政府讓同性戀夫婦得以合法收養孩童，這使得「孩童成為簡單的商品」而法國政府成為制定法律的「助力」；對此法國家庭事務部部長多米尼克·貝爾蒂諾蒂則表示這些話「不可能實現」，並表示「在同性結合登記註冊時他宣稱是世界末日，然而世界末日卻遲遲沒有到來」。

### 法律委員會
自2012年11月開始國民議會轄下的法律委員會每周都舉行一次聽證會，並且向各個機構、人類學者、哲學家、醫生、律師和同性戀家庭代表商討同性伴侶結婚的事宜，然而一些反對人士則主張伊萬·比内在作法上有所瑕疵。2012年12月6日，男女同性戀-雙性戀-跨性戀聯合團體發言人尼古拉·古甘表示在參與法律委員會聽證會時遭他人影射，並且被譴責：「因為你是同性戀雙親，在你們倆不改變的情況下你會給你的孩子帶來危險。」2012年12月13日時，在參與法律委員會舉辦的聽證會前申訴專員多米尼克·波迪斯則提到法案「杜絕不平等或者間接歧視」並且會給予領養孩童的同性戀雙親「最高層次的合法地位」；不過他也說對於草案撰寫的內容仍然保留自己的意見，並且提到「雖然父母婚姻情況和其他配偶並不是所有面向都相同，然而這樣講法反而會帶來混亂」，而這種混亂的結果可能會造成許多法律層面的不確定性並且為「所有孩童」帶來傷害。2013年1月15日到1月16日法律委員會在經過討論後決定由伊萬·比内提交新的草案內容並由法國國會進行審理，在這之中主要的變更為在修訂草案第四條中指出關於民事法律的規定中「同性戀雙親的定義為過去的父親和母親」，但是並沒有包括祖父母法律效力。

### 討論會議
2013年1月29日關於草案開始進入國民議會正式討論，其中以右翼團體為主的反對派隨即提出5,362項修訂申請；這也使得《344法案》成為「30年以來造成最多修訂提案申請的前十名法案」，而最多的紀錄為2006年能源法修訂並且讓法國燃氣私有化時法國左翼反對派所提出的137,655項修訂意見。其中較為主要的修訂議案包括在2013年1月30日以184票支持對上298票反對駁回的公投議案，以及在2月2日以101票支持對上244票反對的修訂良心條款之提案。2013年2月2日，國民議會以249張支持票對上97張反對票批准《344法案》的第1條，內容為因為婚姻而組成家庭的兩人為不分性別的伴侶。2013年2月12日，國民議會以329票支持對上229票反對而批准整個法案條文。執政的社會黨議員絕大多數在表決時都贊成該項法案（只有4名黨員投下反對票），而作為主要反對黨的人民運動聯盟其多數議員則都投下反對票（只有2名人民運動聯盟成員投下贊成票）。

### 參議院
在國民議會批准之後法案隨即轉送到法國參議院繼續進行審理，並且首先在3月20日由參議院轄下的法律委員會以23票支持對上21票反對而排入開會流程之中。2013年4月4日參議院開始就法案進行辯論，並且在5天後以179張支持票對上157張反對票批准法案第一條內容。在這段期間，參議院否決了要求該法案應該進行公民投票之建議；4月12日時，參議院以171張支持票與165張反對票批准法案並且對其進行部分修訂。

### 二次表決
在法國參議院提出其修訂版本後，2013年4月23日時法國國民議會以331張支持票、225張反對票與10張棄權票下表決通過婚姻法案的參議院版本，並且在無需進一步修訂的情況下將參議院修訂版本作為法案最終版本。而在這次投票前，反對法案通過之示威者因為試圖在進入議會展開抗議而遭到驅離。

## 影響

### 憲法委員會
在法案宣布通過後不久，人民運動聯盟要求提交至法國憲法委員會並由專業的法律學者與前法國總統來檢驗法案是否違憲；其中在2011年時憲法委員會所做出的判決為婚姻的定義是由國民議會決定，另外在憲法之中並沒有預先提及關於同性婚姻之權利。同時人民運動聯盟在與多位宗教人士協商後認為除了不符合《兒童權利公約》的內容外，同時這類重要法案也未經過全民公投作為決定依據。同時人民運動聯盟還舉例說新法案將允許任何性別傾向的員工能夠以無法「公開」自己性向為由，拒絕前往在公開同性戀身份後會有安全風險的國家，而這可能還涉及違反歐洲人權公約第八條中關於私人生活的保障。然而一些法律專家則認為反對派以此為理由很難阻止法案通過，同時憲法委員會主席讓-路易·德勃雷也向法國總統歐蘭德表示法案通過應該沒有問題。

### 反對遊行

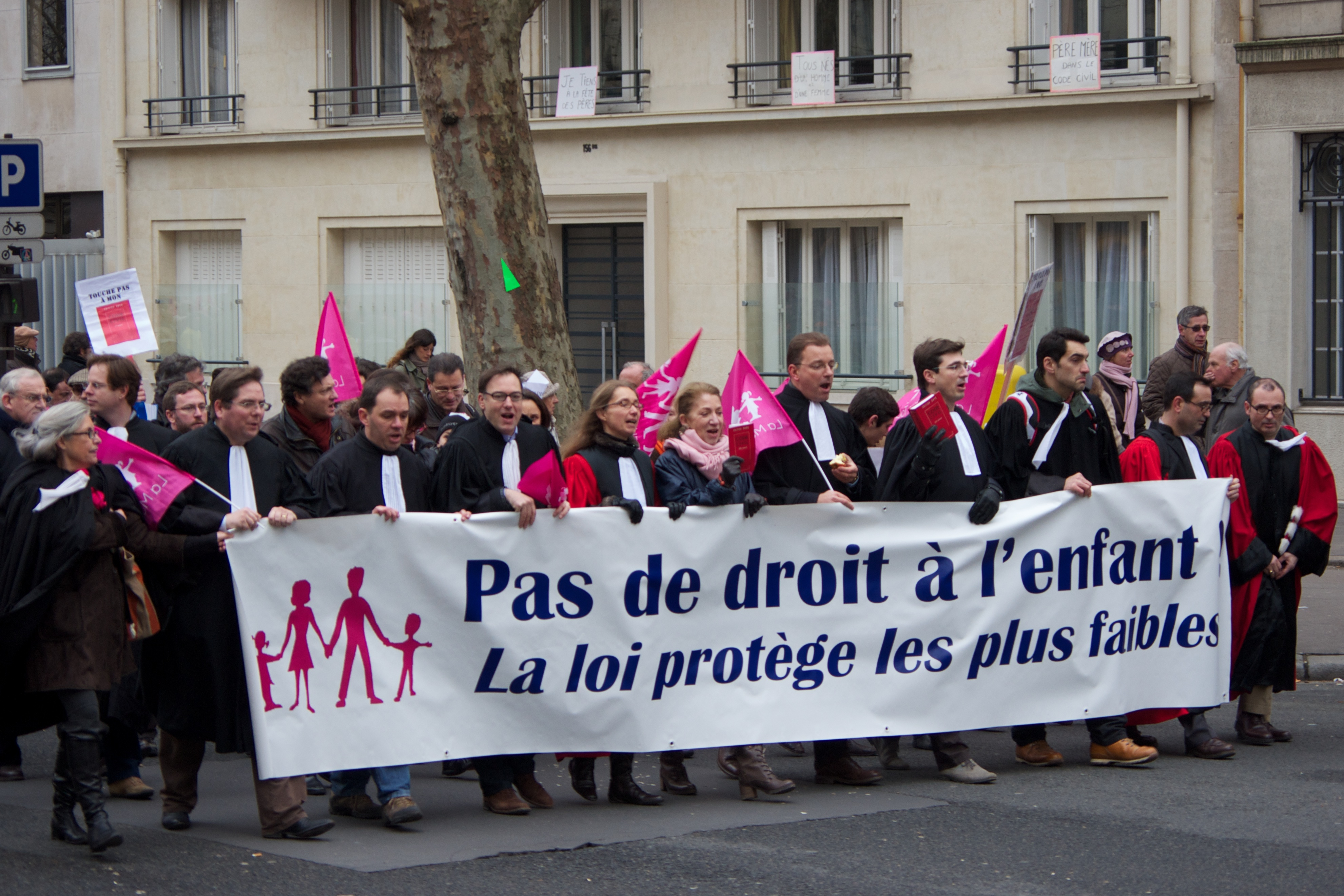
反對同性婚姻的遊行隊伍，攝於2013年1月13日巴黎。

2013年1月13日法國國民議會開始就草案進行辯論的同時，在保守派反墮胎組織領導人克里斯蒂娜·布坦帶領下分成三路的反對同性婚姻法案示威遊行在巴黎大型公園戰神廣場附近展開。其中有800,000名到1,000,000名反對同性婚姻者在參與這次大規模遊行，參與成員包括有宗教人士（天主教教徒、新教教會成員、猶太教教徒和穆斯林）、主張維護兒童和家庭權利等相關團體、無神論者甚至是反對同性婚姻的同性戀者，其中遊行的主要標語包括有「我們不想要弗朗索瓦的法律」和「不要碰民事法」等。而曾表示「因天主教而重生」的法國喜劇演員弗里吉德·巴尔若在參加這次遊行時，向法國電視媒體表示因為孩子應該擁有母親和父親的權利，所以支持同性婚姻「並沒有任何意義」。
由於這是巴黎自1984年以來所組織過最大規模的示威活動，對此法國警方還派遣340,000人的警力於現場進行監督。然而在2013年3月24日時，由於反對派抗議者偏離所允許進行抗議活動的路線，甚至試圖突破警方封鎖進入香榭麗舍大街，導致法國警方決定升高戒備等級並且動用催淚瓦斯以對付抗議者。在法國國民議會的投票結果公佈後，反對法國國內同性婚姻合法化的人士再度發起大規模的公共抗議行動；而包括巴黎與里昂等城市爆發抗議群眾與警察發生衝突之事件，甚至如支持新納粹主義的法國右翼人士也陸續動員以表示不滿。對此歐蘭德則表示：
|                   | 我請求並且呼籲所有人共同追求和平，這意味著理解與尊重。因為現在需要將所有精神集中致力於那些至關重要的事情上，唯有我們國家和民族發揮凝聚力才能夠在經濟成更上達到關鍵影響。 |
| ——法蘭索瓦·歐蘭德 | |

### 支持遊行
2013年1月27日，作為反對同性婚姻遊行之有400,000多名支持同性婚姻人士在125,000警力戒備下也於巴黎展開遊行活動，示威群眾揮舞著上面印有「權利平等並非威脅」、「自由、平等、博愛只能多不能少」等文字的橫幅。根據英國廣播公司的報導，認為相較於同一個月反對同性婚姻的人士組織的遊行隊伍來說獲得更多支持者。而已公開自己為同性戀者的巴黎市長貝特朗·德拉諾埃表示：「今天的遊行和兩個星期前前抗議有所不同，這次表現的是兄弟情誼而非仇恨。」並且稍後補充說：「大多數的法國人希望所有的伴侶都擁有平等的愛和能夠為人父母。」

## 外部連結
- （法文） Société : ouverture du mariage aux couples de même sexe（页面存档备份，存于）